# Sint-Filomenakerk (Paradera)
De Sint-Filomenakerk (Papiaments: Parokia Santa Filomena) is een rooms-katholieke kerk in Paradera, Aruba. De kerk is opgedragen aan de martelares Philomena en behoort tot het bisdom Willemstad (Dioecesis Gulielmopolitana) van de Katholieke Kerk in Aruba.
De kerk is een toeristische attractie omdat ze boven de rest van de huizen uitsteekt en zo de skyline van Paradera domineert.
Alto Vista Kapel · Beth Israël Synagoge · Sint-Annakerk · Sint-Filomenakerk · Sint-Franciscuskerk · Protestantse kerk · Protestantse kerk Piedra Plat